# الصمم في بوليفيا
الصمم في بوليفيا يشير إلى الظروف التي يواجهها كل من الأفراد الصم ومجتمعات الصم من حيث إمكانية الوصول والتعليم والتدخل المبكر والحقوق واستخدام لغة الإشارة من بين عوامل أخرى. إن لغة الإشارة الرئيسية المستخدمة في بوليفيا هي لغة الإشارة البوليفية والتي يشار إليها عادة باسم أل أس بي. ويشار إليها باسم لغة الإشارة الرسمية للأمة. توجد العديد من المنظمات الفيدرالية والإقليمية والمحلية البوليفية التي تعمل على زيادة الوعي باحتياجات الصم بما في ذلك الدفع نحو تنفيذ برامج الصم لتوفير التعليم والتوظيف وإمكانية الوصول اليومي.

## حقوق الإنسان والحقوق المدنية للأشخاص ذوي الإعاقة

### اتفاقية الأمم المتحدة لحقوق الأشخاص ذوي الإعاقة
التقرير المشار إليه للدولة الطرف بوليفيا يعود إلى عام 2011. وتحدد الاستراتيجية سبل مساعدة الأشخاص ذوي الإعاقة وفقا لقائمة القضايا وبما يتوافق مع متطلبات الأمم المتحدة وسياسات الدولة ومواردها وقدراتها الممكنة.
- حقوق لغة الإشارة (المواد 2 و21.ب و21.3 و23.3 و24.3ب)
- ثقافة الصم والهوية اللغوية (المادة 30.4)
- التعليم الثنائي اللغة (المادة 24.1 و24.3ب و24.4)
- التعلم مدى الحياة (المادة 5 و24.5 و27)
- إمكانية الوصول (المادة 9 والمادة 21)
- تكافؤ فرص العمل (المادة 27)
- المشاركة المتساوية (المواد 5 و12 و20 و23 و24 و29)

### تقرير الدولة الطرف

#### حقوق لغة الإشارة
تأتي هذه المعلومات من تقرير دولة بوليفيا لعام 2013 ونشرت معلومات أحدث باللغة الإسبانية.
تحاول المادة 21.283 من تقرير دولة بوليفيا الوفاء بالتزاماتها في مجال حقوق لغة الإشارة نتيجة للوعد بالتواصل باستخدام لغات بديلة والموافقة على دمج لغة الإشارة وتوفير ترجمة لغة الإشارة داخل المؤسسات. حيث تهدف المادة 21.284 إلى دمج لغة الإشارة البوليفية فضلاً عن أشكال أخرى من الاتصالات البديلة في المؤسسات العامة والخاصة والتعليمية. كما تهدف المادة 21.287 إلى إدخال ترجمة لغة الإشارة تدريجياً على شاشة التلفزيون لتوسيع نطاق الوصول إلى المعلومات لجميع الأفراد بما في ذلك الأشخاص ذوي الإعاقة أو الضعف. وتركز المادة 21.288 على حق الطلاب في الحصول على تعليم لغة الإشارة إذا لزم الأمر بما في ذلك إدراجها في التدريب المتعدد اللغات التنظيمي للمعلمين. وتحدد المادة 24.310 من تقرير دولة بوليفيا حقوق الطلاب الذين يحتاجون إلى التدريس بلغة الإشارة كجزء من التدريب المتعدد اللغات لمعلمي المدارس الابتدائية. وتنص المادة 24.315 على استخدام الأدوات المناسبة بما في ذلك مترجمو لغة الإشارة فضلاً عن تعزيز لغة الإشارة. تنص المادة 24.324 على أن المؤسسات التعليمية يجب أن تضمن أدوات التقييم المناسبة بما في ذلك تفسير لغة الإشارة فضلاً عن الحاجة إلى تعزيز تعليم وتعلم لغة الإشارة في جميع التخصصات.

#### ثقافة الصم والهوية اللغوية
لا تشير المادة 30 من تقرير دولة بوليفيا صراحةً إلى تعزيز أو توفير الوصول إلى الأنشطة الترفيهية أو الرياضية لمجتمع الصم وضعاف السمع.

#### التعليم ثنائي اللغة
تنص المادة 24.306 من تقرير دولة بوليفيا على أن لكل شخص الحق في التواصل بلغة بديلة. كما تنص المادة 24.310 على أن "لطلاب النظام التعليمي الذين يحتاجون إليها الحق في تلقي التعليم بلغة الإشارة". ويُعد هذا جزءًا من التدريب متعدد اللغات للمعلمين البوليفيين.

#### التعلم مدى الحياة
تصف المادة 5.111 من تقرير دولة بوليفيا الطرف الحق في التواصل بلغة بديلة والحق في التعليم على قدم المساواة ولكنها لا تقدم أي ادعاءات صريحة بشأن لغة الإشارة أو الأشخاص الصم وضعاف السمع.

#### إمكانية الوصول
تهدف المادة 9.161 من تقرير دولة بوليفيا إلى ضمان إمكانية الوصول لمجتمع الصم. وتلتزم المؤسسات العامة والخاصة والمؤسسات التعليمية بتوفير وسائل تواصل بديلة وترجمة لغة الإشارة البوليفية للأشخاص ذوي الإعاقة السمعية. وتنسق وزارة التعليم مع المجلس البوليفي للغة الإشارة لتنفيذ هذا الإجراء الذي يُعدّ جزءًا من الاتحاد البوليفي للصم. المادة 21.282 تحدد الحق الدستوري في شكل بديل للاتصال. كما تنص المادة 21.287 على أنه "تُدخل ترجمة لغة الإشارة تدريجيًا في جميع البرامج التلفزيونية وفي الفعاليات الوطنية والإقليمية والبلدية بهدف دمج الأشخاص ذوي الإعاقة السمعية في المجتمع بكل حقوقهم وواجباتهم كأشخاص".

#### فرص العمل المتساوية
لا تتضمن المادة 27 من تقرير دولة بوليفيا أي بيانات أو ادعاءات صريحة بشأن تكافؤ فرص العمل للأشخاص الصم وضعاف السمع أو حماية الأشخاص الصم وضعاف السمع في مكان العمل مثل توفير التسهيلات.

#### المشاركة المتساوية
تنص المادة 5.111 من تقرير دولة بوليفيا الطرف على الحق في التعليم على قدم المساواة والحق في العمل اللائق والأجر العادل وفقاً لقدرات وإمكانات الشخص المعني والحق في التواصل بلغة بديلة والحق في المعاملة اللائقة والفرص المتساوية في المجال الإنتاجي والاقتصادي والسياسي والاجتماعي والثقافي دون أي نوع من التمييز. حيث تنص المادة 12.182 على الحق في لغة بديلة للتواصل. وتنص المادة 24.306 على أن لكل شخص الحق في التواصل بلغة بديلة. كما تنص المادة 24.310 على أن الطلاب في نظام التعليم الذين يحتاجون إليها لهم الحق في التدريس بلغة الإشارة. وتنص المادة 24.215 على الأحكام المتعلقة بأدوات التقييم المناسبة بما في ذلك مترجمو لغة الإشارة فضلاً عن تعزيز استخدام لغة الإشارة. وتضمن المادة 24.324 أن المتقدمين إلى المعاهد التقنية وكليات التعليم العالي والجامعات العامة والخاصة يجب أن يضمنوا أن المتقدمين والطلاب لديهم أدوات تقييم مناسبة -وخاصة ترجمة لغة الإشارة- فضلاً عن الحاجة إلى تعزيز تعليم وتعلم لغة الإشارة في مختلف التخصصات.

## لغات الإشارة
تعتمد لغة الإشارة البوليفية على لغة الإشارة الأمريكية مع تأثير المبشرين من إسبانيا. إن بعض المجموعات بما في ذلك في لاباز وسانتا كروز تدمج بعض العلامات المحلية من المناطق المحيطة بها.
تشير التقارير إلى وجود ما بين 350 إلى 400 مستخدم للغة الإشارة البوليفية في مناطق تشمل كوتشابومبا ولا باز وريبيرالتا وسانتا كروز وذلك وفقاً لتقرير صدر عام 1988. ومن المتوقع أن يكون عدد المستخدمين الحالي أعلى بكثير.

### الاعتراف القانوني
لقد كتب المرسوم الأعلى البوليفي رقم 328 في الأصل باللغة الإسبانية وتُرجم إلى اللغة الإنجليزية لغرض هذا البحث.
يهدف المرسوم الأعلى البوليفي رقم 328 إلى الاعتراف بلغة الإشارة البوليفية كشكل من أشكال التواصل للأشخاص الصم الذين يعيشون في بوليفيا فضلاً عن طرق زيادة استخدامها بناءً على إنشاء المجلس الوطني للغة الإشارة.
المادة 1 من المرسوم الأعلى رقم 328 في بوليفيا تعترف بلغة الإشارة البوليفية (أل أس بي) كوسيلة للصم في بوليفيا للوصول إلى التواصل فضلاً عن إرساء طرق للحفاظ على استخدام لغة الإشارة البوليفية. أما المادة 2 من المرسوم الأعلى رقم 328 في بوليفيا فتُعرّف الشخص الأصم بأنه شخص يعاني من فقدان السمع و/أو إعاقة. تُعرّف لغة الإشارة البوليفية على أنها نظام لغوي تكون وسيلته بصرية وليست سمعية. وتُقرّ المادة 3 بأن لغة الإشارة هي "وسيلة تواصل للأشخاص الصم لتُمكّنهم من المشاركة الفعّالة على مختلف مستويات المجتمع ضمن الإطار القانوني والحق في الاندماج في المجتمع ككلّ وفي الوصول إلى المعلومات". وتُلزم المادة 4 المؤسسات العامة بإشراك مترجمين فوريين في ترجمة الأفراد الذين يعانون من فقدان السمع.

## الحفاظ على اللغة وإحياءها
يوضح القسم 6.2 من "تقرير المسح الأولي لمجتمع الصم ولغة الإشارة في بوليفيا" الذي كتبه ديفيد هولبروك مؤشرات حيوية اللغة للغة الإشارة. ويتضمن ذلك عدد المدارس التي تدرسها وعدد الأشخاص الذين يستخدمونها وعدد نوادي وجمعيات الصم وعدد مستخدمي لغة الإشارة الصم في التجمعات الخاصة بالصم وانتشار اللغة نفسها. إذ لا يزال عدد الصم الذين يستخدمون لغة الإشارة في هذه المنظمات في بوليفيا غير واضح، ولكن "نجاح [فيبوس] في حشد ما يقارب ألف شخص للاحتفال باليوم العالمي للصم أمرٌ مثيرٌ للإعجاب ويُعدّ مؤشرًا جيدًا على حيوية هذه المنظمة". ومن النقاط المثيرة للاهتمام الأخرى التقارير الواردة من المقابلات التي تشرح كيف انتشر إدخال لغة الإشارة الأمريكية منذ سبعينيات القرن الماضي على نطاق واسع في جميع أنحاء البلاد ووصل الآن إلى حدّ استبدال معظم لغات الإشارة الأصلية الموجودة مسبقًا.
يُصنّف مشروع اللغات المهددة بالانقراض لغة الإشارة البوليفية ضمن اللغات المهددة بالانقراض بنسبة يقين تبلغ 40% "بناءً على الأدلة المتاحة". ويُشير المشروع إلى وجود ما بين 100 و999 متحدثًا بها حول العالم وهو نطاق واسع بلا شك ولكنه لا يزال غير كبير حتى في أعلى مستوياته. لقد وجدت بعض الأدلة على استخدام لغة إشارة أخرى لكن الاسم الرسمي لها غير واضح. و"يمكن استخدامه في الدوائر الكاثوليكية وفي لاباز."
توجد في بوليفيا العديد من المنظمات والأندية والمجموعات الخاصة بالصم والتي تعمل حاليًا. ويتضمن ذلك جمعيات شاملة في مختلف المناطق البوليفية ومراكز السمع والاتحادات العامة مثل الاتحاد البوليفي للصم (فيبوس) والاتحادات الرياضية مثل الاتحاد الرياضي البوليفي المتكامل للصم (فيديبويسو) ومركز التعليم الخاص للأطفال الصم والاتحاد البوليفي المتكامل للصم وما إلى ذلك. وهذا دليل على وجود مجتمع لغة إشارة نشط في بوليفيا.
تعد بوليفيا واحدة من الدول التي تضم أكبر عدد من اللغات الرسمية في العالم إذ يبلغ عددها 39 لغة معترف بها بموجب دستور عام 2009. تعد لغة الإشارة البوليفية واحدة من هذه اللغات والتي يستخدمها مجتمع الصم في بوليفيا والذي يبلغ عدده حوالي 22600 شخص. نشرت وزارة التعليم والثقافة البوليفية أول كتاب للغة الإشارة البوليفية في عام 1992 تحت اسم بريميرو ليبرو ديسيناس إن بوليفيا (أول كتاب للغة الإشارة في بوليفيا). ويوجد أيضًا عدد من المدارس التي تقدم خدمات للطلاب الصم والعديد من جمعيات الصم النشطة في جميع أنحاء البلاد. حيث تمكن الاتحاد البوليفي للصم (فيبوس) من حشد ما يقرب من ألف شخص للاحتفال باليوم العالمي للصم مما يُبرز حيوية اللغة. ويقطن معظم الصم في بوليفيا في المدن الكبرى بما في ذلك لاباز وسانتا كروز وكوتشابامبا وإل ألتو وأورورو وسوكري. إن بعض المدن الأخرى التي تضم مجتمعات الصم تشمل ترينيداد وتاريخا وبوتوسي وتشوكيساكا.
تتوفر برامج محدودة لتعلم لغة الإشارة البوليفية مما يجعل الأمر صعبًا على الأفراد والأسر وغيرهم ممن قد يستفيدون من القدرة على التواصل عن طريق لغة الإشارة البوليفية.

## فحص السمع الشامل لحديثي الولادة
لا يقومون بالإبلاغ عن أن برنامج الأمم المتحدة للصحة إلزامي في بوليفيا حيث لم تُسن أي قوانين لإلزام فحص السمع لدى الأطفال حديثي الولادة. يُفحص 58.1% من الأطفال حديثي الولادة و23.3% منهم في هيئة الخدمات الصحية الوطنية. وفي دراسة شملت 89 طبيباً متخصصاً في أمراض الأنف والأذن والحنجرة كشف المشاركون البوليفيون أن فحص السمع لدى الأطفال حديثي الولادة لا يجرى خلال شهر واحد من عمر الرضيع. ويزعم هذا البحث أن وجود تشريعات تلزم بفحص السمع عند الأطفال حديثي الولادة أعلى في البلدان ذات الناتج المحلي الإجمالي الأعلى مما يضمن إعطاء الأولوية لفحص السمع عند الأطفال حديثي الولادة وتوفير إطار للتنفيذ المتسق. وهذا يعني أن بلداناً مثل بوليفيا (التي لديها ناتج محلي إجمالي أقل) تفتقر إلى تشريعات محددة وهو ما يرتبط بعدم وجود برامج فحص منتظمة.

## التدخل المبكر
إن خدمات التدخل المبكر للأطفال الصم وضعاف السمع محدودة في بوليفيا والبرامج الوطنية الكافية ليست منتشرة على نطاق واسع. ومع ذلك هناك بعض الموارد الداعمة بما في ذلك:
- كامينو د سوردوس: مدرسة في بوليفيا تستخدم لغة الإشارة للتركيز على تعليم الصم وتوفير التعليم المتخصص لتعزيز مهارات القراءة والكتابة بين الأطفال الصم. إنها مدرسة تعتمد على الإشارة للأطفال الصم وتعمل على تنمية مهارات القراءة وغالبًا ما تستخدم نهجًا متعدد الحواس لتحسين الوعي الصوتي لدى الطلاب.
- مؤسسة سيريف: مركز يقدم خدمات إعادة التأهيل البدني والتعليم الخاص للأطفال الصم وضعاف السمع وكذلك الأطفال ذوي الإعاقات الأخرى ويوفر الدعم المتخصص لمعالجة الاحتياجات الفردية لكل طفل. وتقع في إل ألتو بوليفيا. إنه مركز إعادة التأهيل البدني والتعليم الخاص الذي يعمل مع الأطفال والمراهقين ذوي مجموعة من الإعاقات.
- مستشفى ديل نينو : مستشفى وطني لطب الأطفال في لاباز بوليفيا يتعاون مع الطلاب الدوليين لتقديم خدمات التدخل المبكر ويعمل مع آباء الأطفال الرضع والأطفال الصغار ويقدم إرشادات حول العلاج الغذائي بالإضافة إلى تقنيات التحفيز المبكر لتعزيز النمو.[11]

إن منشأة جديدة قيد التنفيذ في بوليفيا تسمى مركز دون بوسكو الساليزي للصم في كوتشابامبا. وسيقدم التعليم الابتدائي والثانوي والتكوين الفني للشباب والكبار على حد سواء. يوجد بالفعل بعض الطلاب الصم الذين يحضرون دورات تقليدية أو فصولاً مسائية تُدرَّس فيها ولكن بناء هذه المنشأة المخصصة خصيصًا لرعايتهم سيكون أكثر تحديدًا وسيغطي عددًا أكبر من الأشخاص.